# Zalesie (powiat człuchowski)
Zalesie (kaszb. Zôlésé) – osada w Polsce położona w województwie pomorskim, w powiecie człuchowskim, w gminie Rzeczenica. 
Osada wchodzi w skład sołectwa Breńsk.
W latach 1975–1998 miejscowość administracyjnie należała do województwa słupskiego.